# Turó de la Collada
El Turó de la Collada és una muntanya de 1.553,8 metres d'altitud del terme municipal de Rialb, a la comarca del Pallars Sobirà, dins de l'antic terme de Surp. És al nord-est del poble de Rodés i al nord-oest de les Bordes de la Botella, al nord de la Roca Cinglada. Deu el seu nom a la collada que forma a ran i al sud del seu cim per la qual passa el Camí de Rodés a les Bordes de la Botella.